# صادق چوبک
صادق چوبک (۱۴ تیر ۱۲۹۵ – ۱۳ تیر ۱۳۷۷) نویسندهٔ ایرانی بود. بسیاری او را همراه صادق هدایت و محمدعلی جمالزاده، پدران داستان‌نویسی نوین ایرانی می‌دانند. از آثار مشهور وی می‌توان به مجموعه داستان انتری که لوطی‌اش مرده بود و همچنین رمان‌های سنگ صبور و تنگسیر اشاره کرد و تنگسیر از همه معروفتر چون فیلم شده.
بیشتر داستان‌های وی دربارهٔ تیره‌روزی مردمی است که اسیر خرافه و نادانی و پایبند به مذهب خویش هستند. چوبک باتوجه‌به خشونت رفتاری‌ای که در طبقات فرودست دیده می‌شد سراغ شخصیت‌ها و ماجراهایی رفت که هر کدام بخشی از این رفتار را بازتاب می‌دادند و به شدّت به درهٔ تاریکی می‌بردند. او یک رئالیست تمام عیار بود که با منعکس کردن چرک‌ها و زخم‌های طبقهٔ رهاشدهٔ فرودست نه در جست‌وجوی درمان آن‌ها بود و نه تلاش داشت پیشوای فکری نسلی شود که تاب این همه زشتی را نداشت. به همین دلیل چهرهٔ کریه و ناخوشایندی که از انسان بی‌چیز و گرسنه و فاقد رؤیا ارائه می‌دهد، نه‌تنها مبنای آرمان‌گرایانه ندارد بلکه نوعی رابطهٔ دیالکتیکی است بین جنبه‌های مختلف خشونت. او در بیشتر داستان‌های کوتاه خود و رمان سنگ صبور، رکود و جمود زیستی‌ای را به تصویر کشید که اجازهٔ خلق باورهای بزرگ و فکرهای مترقی را نمی‌دهد. از این منظر، طبقهٔ فرودست به عنوان مظلوم، اما به شکل گناه‌کار ترسیم می‌شود که هرچه بیشتر در گل‌ولای فرومی‌رود.

## زندگی

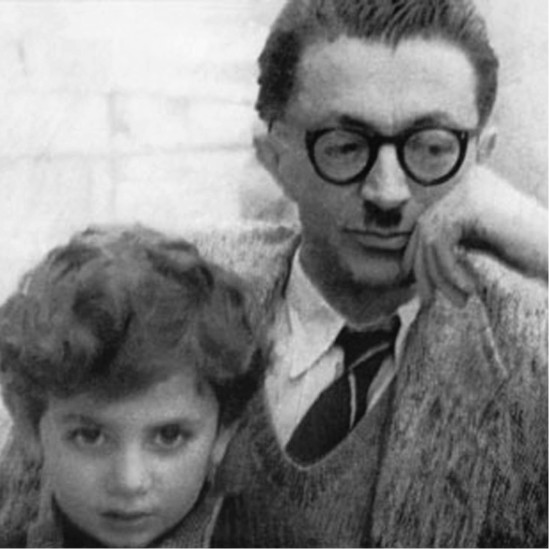
صادق هدایت و روزبه، فرزند صادق چوبک

صادق چوبک در ۱۴ تیر ۱۲۹۵ خورشیدی در بوشهر به دنیا آمد. پدرش تاجر بود، اما به دنبال شغل پدر نرفت و به کتاب روی آورد. در بوشهر و شیراز درس خواند و دورهٔ کالج آمریکایی تهران را هم گذراند و در سال ۱۳۱۶ به استخدام وزارت فرهنگ درآمد.
نخستین مجموعهٔ داستانی‌اش را با نام خیمه شب بازی در سال ۱۳۲۴ منتشر کرد. وی در این اثر و چرا دریا طوفانی شد (۱۳۲۸) بیشتر به توصیف مناظر پرداخته است، ضمن اینکه در این آثار شخصیت‌های داستان و روابطشان و روحیات آن‌ها نیز به تصویر کشیده شده‌اند. در سال ۱۳۲۸ اثر دیگرش را هم که دارای سه داستان و یک نمایشنامه بود، با عنوان انتری که لوطی‌اش مرده بود به چاپ سپرد. آثار دیگر وی که برایش شهرت فراوان به ارمغان آورد، رمان‌های تنگسیر (۱۳۴۲) و سنگ صبور (۱۳۴۵) است.
«تنگسیر» به ۱۸ زبان ترجمه شده و امیر نادری، فیلم‌ساز معروف ایرانی، در سال ۱۳۵۲ براساس آن فیلمی به همین نام ساخته است. در «سنگ صبور» جریان سیال ذهنی روایت و بیان داستان از زبان افراد مختلف به کار گرفته شده است. این اثر گفت‌وگوهای زیادی را در محافل ادبی آن زمان برانگیخت. دیگر آثار داستانی چوبک عبارت‌اند از: چراغ آخر (مجموعهٔ هشت داستان کوتاه)، روز اول قبر (مجموعهٔ ده داستان کوتاه). چوبک به زبان انگلیسی چیره بود و دستی نیز در ترجمه داشت. وی قصهٔ معروف پینوکیو را با نام آدمک چوبی به فارسی برگرداند. شعر «غُراب» اثر ادگار آلن پو نیز به همت وی ترجمه شد. آخرین اثر منتشره‌اش هم ترجمهٔ حکایت هندی عاشقانه‌ای به‌نام مهپاره بود که در زمستان ۱۳۷۰ منتشر شد. چوبک از نخستین کوتاه‌نویسان قصهٔ فارسی است و پس از محمدعلی جمال‌زاده و صادق هدایت، می‌توان از او در جایگاه یکی از پیشروان قصه‌نویسی نوین ایران نام برد.
در سنگ صبور قصه را از زبان شخصیت‌های مختلف می‌خوانیم، نحوهٔ بیانی که در قصه‌نویسی نوپای ایران سراسر تازگی داشت. وی برای بیان افکار ذهنی هریک از شخصیت‌ها ناگزیر بود به‌زبان هریک از آن‌ها بنویسد و این خود به تغییر نثر در طول داستان منتهی شد که باز نسبت‌به دیگران پیشرفتی جدی محسوب می‌شد. در آثار چوبک هر شخصیت داستان به زبان خودش، زبان متناسب با فرهنگ و خانواده و سن‌وسال‌اش سخن می‌گوید؛ کودک، کودکانه می‌اندیشد و کودکانه هم حرف می‌زند، زن زنانه فکر می‌کند و زنانه هم حرف می‌زند و بدین‌ترتیب هر یک از شخصیت‌ها به بهترین وجه شکل می‌گیرند و شخصیت‌پردازی موفقی ایجاد می‌شود که در بستر حوادث داستان، زیبایی و عمق خوشایندی به داستان می‌دهد. وی در توصیف واقعیت‌های زندگی نیز وسواس زیادی داشت و این نیز از ویژگی‌های آثار وی است. چوبک را به‌سبب همین دقت‌نظر در جزئی‌نگری‌ها و درون‌بینی‌ها، رئالیست افراطی و گاهی حتی ناتورالیست خوانده‌اند. آثار چوبک از سال‌ها پیش مورد نقد و بررسی جدی قرار گرفته و در کتاب‌های مختلفی از جمله «قصه‌نویسی» (رضا براهنی)، «نویسندگان پیشرو ایران» (محمد علی سپانلو)، «صد سال داستان‌نویسی در ایران» (حسن میرعابدینی) و «نویسندگان پیشگام در قصه‌نویسی امروز ایران» (علی اکبر کسمایی)، نوشته‌هایش واکاوی شده‌اند. چوبک در سال ۱۳۵۵ خود را بازنشسته کرده و راهی انگلستان و سپس آمریکا شد.

## درگذشت
صادق چوبک در اواخر عمر بینایی‌اش را از دست داد و در روز شنبه ۱۳ تیر ۱۳۷۷ در برکلی در ۸۱ سالگی درگذشت و بنا به وصیت‌اش یادداشت‌های منتشر نشده‌اش را سوزاندند. همچنین بنا به درخواست خودش جسدش را نیز سوزانیدند.

## نوشته‌ها

### مجموعه‌های داستان
- خیمه‌شب‌بازی (۱۳۲۴): شامل داستان‌های نفتی، گل‌های گوشتی، عدل، زیر چراغ قرمز، آخرشب، مردی در قفس، پیراهن زرشکی، مسیو الیاس، اسائه ادب (تقدیم به صادق هدایت)، بعدازظهر آخر پاییز (تقدیم به مسعود فرزاد)، یحیی. این مجموعه علی‌رغم محبوبیت بسیاری که در مدت کوتاهی پیدا کرد، به‌خاطر داستان «اسائه ادب» از این مجموعه، تا ده سال بعد اجازه تجدید چاپ نداشت.
- انتری که لوطی‌اش مرده بود (۱۳۲۸): شامل داستان‌های چرا دریا توفانی شده بود، قفس، انتری که لوطی‌اش مرده بود، توپ لاستیکی (نمایشنامه)
- روز اول قبر (۱۳۴۴): شامل داستان‌های گورکن، چشم شیشه‌ای، دسته گل، یک چیز خاکستری، پاچه خیزک، روز اول قبر، همراه، عروسک فروشی، یک شب بی‌خوابی، همراه (به شیوه‌ای دیگر)، هفت‌خط (نمایشنامه)
- چراغ آخر (۱۳۴۴): چراغ آخر، دزد قالپاق، کفترباز، بچه گربه‌ای که چشمانش باز نشده بود، اسب چوبی، آتما، سگ من، توپ لاستیکی، دوست، پریزاد و پری‌ماه

### داستان‌های کوتاه
- عمر کشون
- قفس

### رمان‌ها
- تنگسیر (۱۳۴۲)
- سنگ صبور (۱۳۴۵)

### ترجمه‌ها
- آدمک چوبی / پینوکیو (کارلو کلودی)
- غراب (ادگار آلن پو)
- مهپاره، داستان‌های عشقی هندو (اف. دبلیو. بین)

### فیلم تنگسیر
در سال ۱۳۵۲ امیر نادری فیلم تنگسیر را برگرفته از رمان تنگسیر با بازی بهروز وثوقی در نقش زائر محمد ساخته است.